# José Eulogio Gárate
José Eulogio Gárate (Buenos Aires, 20 settembre 1944) è un ex calciatore spagnolo, di ruolo attaccante.

## Carriera

### Club

#### Inizi
Nato a Sarandì, Buenos Aires nel 1944 da genitori Baschi è cresciuto ad Eibar. Ha iniziato la sua carriera con l'SD Eibar nel 1960 prima di passare all'SD Indautxu nel 1963. Proprio come due precedenti giocatori dell'Indautxu, Jesús María Pereda e Miguel Jones, è stato trascurato dall'Atletico Bilbao perché non era nato nei Paesi Baschi si trasferì all'Atlético Madrid.

#### Atletico Madrid
Ha debuttato nel massimo campionato di calcio spagnolo il 16 ottobre 1966 nella partita vinta 2-1 contro il Las Palmas.
Con l'Atletico vinse per 3 volte consecutive il Trofeo Pichichi, segnando 14 reti nel 68-69, 16 nel 69-70 e 17 nel 70-71. In nessuna di queste stagioni fu il miglior goleador del campionato in solitaria. Nella stagione 68-69 pareggiò con Amancio, l'anno dopo sempre con Amancio e il suo compagno di squadra Luis Aragonés e nel 70-71 con Carles Rexach. Il primo anno che vinse il Pichichi lo fece impressionando tutti dato che è stato in grado di partecipare a sole 20 partite di campionato a causa di un infortunio.
Con l'Atletico vinse il primo campionato della stagione 1969-70, per poi rivincerlo nel 1972/73 e nell'anno del ritiro (1976/77). Oltre ai 3 campionati con l'Atlético Madrid ottiene due Coppe del Re e 1 Coppa Intercontinentale nel 1974 dopo il 2º posto della Coppa dei Campioni.
Gárate fu un buon attaccante con il fiuto del gol, inoltre fu un giocatore molto corretto (in tutta la sua carriera venne espulso una sola volta). Venne soprannominato El ingeniero del área, per la sua abilità in area di rigore e perché durante la sua carriera da calciatore studiò Ingegneria industriale. Disputò un totale di 241 partite nella Liga spagnola segnando 109 gol.

### Nazionale
Ha giocato 18 partite per la Spagna segnando 5 reti. Ha debuttato il 22 ottobre 1967 contro la Cecoslovacchia vincendo 2-1 segnando anche un gol. Durante la sua militanza in Nazionale, la Spagna non riuscì mai a qualificarsi per le fasi finali dei Campionati Europei e dei Mondiali. La sua ultima partita la giocò contro la Romania il 17 aprile 1975.

## Statistiche

### Presenze e reti nei club
| Stagione               | Squadra                | Campionato             | Campionato | Campionato | Totale | Totale |
| Stagione               | Squadra                | Comp                   | Pres       | Reti       | Pres   | Reti   |
| ---------------------- | ---------------------- | ---------------------- | ---------- | ---------- | ------ | ------ |
| 1961-1962              | Eibar                  | TD                     | ?          | ?          | ?      | ?      |
| 1962-1963              | Eibar                  | TD                     | ?          | ?          | ?      | ?      |
| 1963-1964              | Eibar                  | TD                     | ?          | ?          | ?      | ?      |
| 1964-1965              | Eibar                  | TD                     | ?          | ?          | ?      | ?      |
| Totale Eibar           | Totale Eibar           | Totale Eibar           | ?          | ?          | ?      | ?      |
| 1965-1966              | Indautxu               | SD                     | 24         | 14         | 24     | 14     |
| 1966-1967              | Atlético Madrid        | PD                     | 14         | 9          | 14     | 9      |
| 1967-1968              | Atlético Madrid        | PD                     | 23         | 8          | 23     | 8      |
| 1968-1969              | Atlético Madrid        | PD                     | 20         | 14         | 20     | 14     |
| 1969-1970              | Atlético Madrid        | PD                     | 30         | 16         | 30     | 16     |
| 1970-1971              | Atlético Madrid        | PD                     | 28         | 17         | 28     | 17     |
| 1971-1972              | Atlético Madrid        | PD                     | 16         | 5          | 16     | 5      |
| 1972-1973              | Atlético Madrid        | PD                     | 24         | 5          | 24     | 5      |
| 1973-1974              | Atlético Madrid        | PD                     | 29         | 11         | 29     | 11     |
| 1974-1975              | Atlético Madrid        | PD                     | 32         | 17         | 32     | 17     |
| 1975-1976              | Atlético Madrid        | PD                     | 24         | 7          | 24     | 7      |
| 1976-1977              | Atlético Madrid        | PD                     | 1          | 0          | 1      | 0      |
| Totale Atlético Madrid | Totale Atlético Madrid | Totale Atlético Madrid | 241        | 109        | 241    | 109    |
| Totale carriera        | Totale carriera        | Totale carriera        | 265+       | 123+       | 265+   | 123+   |

### Cronologia presenze e reti in nazionale
| Cronologia completa delle presenze e delle reti in nazionale ― Spagna | Cronologia completa delle presenze e delle reti in nazionale ― Spagna | Cronologia completa delle presenze e delle reti in nazionale ― Spagna | Cronologia completa delle presenze e delle reti in nazionale ― Spagna | Cronologia completa delle presenze e delle reti in nazionale ― Spagna | Cronologia completa delle presenze e delle reti in nazionale ― Spagna | Cronologia completa delle presenze e delle reti in nazionale ― Spagna | Cronologia completa delle presenze e delle reti in nazionale ― Spagna |
| Data                                                                  | Città                                                                 | In casa                                                               | Risultato                                                             | Ospiti                                                                | Competizione                                                          | Reti                                                                  | Note                                                                  |
| --------------------------------------------------------------------- | --------------------------------------------------------------------- | --------------------------------------------------------------------- | --------------------------------------------------------------------- | --------------------------------------------------------------------- | --------------------------------------------------------------------- | --------------------------------------------------------------------- | --------------------------------------------------------------------- |
| 22-10-1967                                                            | -                                                                     | Spagna                                                                | 2 – 1                                                                 | Cecoslovacchia                                                        |                                                                       | 1                                                                     |                                                                       |
| 11-11-1968                                                            | -                                                                     | Spagna                                                                | 1 – 1                                                                 | Belgio                                                                |                                                                       | 1                                                                     |                                                                       |
| 15-10-1969                                                            | -                                                                     | Spagna                                                                | 6 – 0                                                                 | Finlandia                                                             |                                                                       | 2                                                                     |                                                                       |
| 11-2-1970                                                             | -                                                                     | Spagna                                                                | 2 – 0                                                                 | Germania Est                                                          |                                                                       | -                                                                     |                                                                       |
| 21-2-1970                                                             | -                                                                     | Spagna                                                                | 2 – 2                                                                 | Italia                                                                |                                                                       | -                                                                     |                                                                       |
| 22-4-1970                                                             | -                                                                     | Svizzera                                                              | 0 – 1                                                                 | Spagna                                                                |                                                                       | -                                                                     |                                                                       |
| 28-10-1970                                                            | -                                                                     | Spagna                                                                | 2 – 1                                                                 | Grecia                                                                |                                                                       | -                                                                     |                                                                       |
| 20-2-1971                                                             | -                                                                     | Italia                                                                | 1 – 2                                                                 | Spagna                                                                |                                                                       | -                                                                     |                                                                       |
| 12-4-1972                                                             | -                                                                     | Grecia                                                                | 0 – 0                                                                 | Spagna                                                                |                                                                       | -                                                                     |                                                                       |
| 23-5-1972                                                             | -                                                                     | Spagna                                                                | 2 – 0                                                                 | Uruguay                                                               |                                                                       | 1                                                                     |                                                                       |
| 17-1-1973                                                             | -                                                                     | Grecia                                                                | 2 – 3                                                                 | Spagna                                                                |                                                                       | -                                                                     |                                                                       |
| 21-2-1973                                                             | -                                                                     | Spagna                                                                | 3 – 1                                                                 | Grecia                                                                |                                                                       | -                                                                     |                                                                       |
| 2-5-1973                                                              | -                                                                     | Paesi Bassi                                                           | 3 – 2                                                                 | Spagna                                                                |                                                                       | -                                                                     |                                                                       |
| 21-10-1973                                                            | -                                                                     | Jugoslavia                                                            | 0 – 0                                                                 | Spagna                                                                |                                                                       | -                                                                     |                                                                       |
| 24-11-1973                                                            | -                                                                     | Germania Est                                                          | 2 – 1                                                                 | Spagna                                                                |                                                                       | -                                                                     |                                                                       |
| 13-2-1974                                                             | -                                                                     | Jugoslavia                                                            | 1 – 0                                                                 | Spagna                                                                |                                                                       | -                                                                     |                                                                       |
| 5-2-1975                                                              | -                                                                     | Spagna                                                                | 1 – 1                                                                 | Scozia                                                                |                                                                       | -                                                                     |                                                                       |
| 17-4-1975                                                             | -                                                                     | Spagna                                                                | 1 – 1                                                                 | Romania                                                               |                                                                       | -                                                                     |                                                                       |
| Totale                                                                |                                                                       | Presenze                                                              | 18                                                                    |                                                                       | Reti                                                                  | 5                                                                     |                                                                       |

## Palmarès
- Campionato spagnolo: 3

Atletico Madrid: 1969-1970, 1972-1973, 1976-1977
- Coppa di Spagna: 2

Atletico Madrid: 1972, 1976
- Coppa Intercontinentale: 1

Atletico Madrid: 1974
- Trofeo Pichichi: 3

1969, 1970, 1971